# Trynøyane
Die Trynøyane (norwegisch für Schnauzeninseln, englisch Tryne Islands) sind eine Gruppe kleiner Inseln und Rifffelsen vor der Küste des ostantarktischen Prinzessin-Elisabeth-Lands. Sie erstrecken sich über eine Länge von 6 km und bilden den westlichen Rand der Bucht Trynevika und des Tryne-Sunds am nordöstlichen Ende der Vestfoldberge.
Norwegische Kartografen, die sie auch benannten, kartierten sie anhand von Luftaufnahmen, die bei der Lars-Christensen-Expedition 1936/37 entstanden.